# Marginocephalia
I marginocefali (Marginocephalia) sono un gruppo di dinosauri erbivori appartenenti all'ordine degli ornitischi.
Le forme incluse in questo gruppo sono caratterizzate da particolari ossa sul retro del cranio, che in alcuni casi formavano un vero e proprio collare osseo. I gruppi principali sono quello dei pachicefalosauri, bipedi e dotati di un cranio ispessito, e i ceratopi, caratterizzati da andatura quadrupede e da corna.

## Origini
I primi marginocefali sono derivati dagli ornitopodi primitivi nel Giurassico: una forma in particolare, Chaoyangsaurus della Cina, sembra racchiudere le principali caratteristiche delle forme primitive di pachicefalosauri e ceratopi. Un'altra forma, Stenopelix, del Cretacico inferiore della Germania, è di incerta collocazione sistematica. 
Di recente, la scoperta di forme primitive come Yinlong della Cina hanno avvicinato le origini dei marginocefali alla famiglia degli eterodontosauridi, un piccolo gruppo di dinosauri erbivori dotati di zanne caratteristici del Giurassico inferiore del Sudafrica, ma conosciuti (anche se soprattutto per resti frammentari trovati nel Nordamerica e nell'Estremo oriente) per tutto il Giurassico. A supporto di questa tesi, alcune peculiarità della dentatura di diversi pachicefalosauri (Goyocephale, Homalocephale) sembrerebbero avvicinare i marginocefali a questi primitivi erbivori.

## Tassonomia
- Famiglia Heterodontosauridae
- SOTTORDINE MARGINOCEPHALIA
  - Stenopelix
  - Infraordine Pachycephalosauria
    - FamigliaHomalocephalidae
    - Famiglia Pachycephalosauridae

  - Infraordine Ceratopsia
    - Yinlong
    - Chaoyangsaurus
    - Famiglia Psittacosauridae
    - Neoceratopsia
      - Liaoceratops
      - Archaeoceratops
      - Famiglia Leptoceratopsidae
      - Coronosauria
        - Famiglia Protoceratopsidae
        - Famiglia Ceratopsidae